# Vallanzengo
Vallanzengo – miejscowość i gmina we Włoszech, w regionie Piemont, w prowincji Biella.
Według danych na styczeń 2009 gminę zamieszkiwało 231 osób przy gęstości zaludnienia 59,2 os./1 km².